# Vélite (Premier Empire)
Pour les articles homonymes, voir Vélite.
Les vélites de la Garde impériale ont été créés par Napoléon Bonaparte à la fin du  Consulat en vue de permettre à des volontaires de milieu aisé d'accéder rapidement au grade de sous-lieutenant. Il faut pour cela disposer de revenus annuels de 800 francs.

## Origine
C'est par un décret du 30 nivôse de l’an XII (21 janvier 1804) que furent créés deux corps de vélites ou chasseurs légers. L'un était rattaché aux grenadiers à pied et l'autre aux chasseurs à pied de la Garde.

## Formation
Les vélites furent tout d'abord formés à Saint-Germain-en-Laye puis à Écouen et Fontainebleau. Les meilleurs devenaient sous-lieutenants dans les troupes d'infanterie.

## Autres corps
Il existe aussi un corps de vélites à cheval. En effet, en l'an XIII, furent créés deux autres corps pour les grenadiers et chasseurs à cheval de la Garde. En 1806, chaque arme de la Garde eut ses vélites.
Le nom de vélite venait de Rome : les premiers vélites étant apparus au siège de Capoue, selon Tite-Live.

## Armement
Ces soldats disposent du fusil de la Garde « de deuxième fabrication » mais avec le canon raccourci de 81 cm.